# Jean-Baptiste Janssens
Jean-Baptiste Janssens SJ (ur. 22 grudnia 1889 w Mechelen, zm. 5 października 1964) – 27. przełożony generalny Towarzystwa Jezusowego.

## Pierwsze lata
Janssens po ukończeniu z wyróżnieniem studiów filologii klasycznej i filozofii w Brukseli wstąpił do jezuickiego nowicjatu w Drongen koło Gandawy 23 września 1907. Pierwsze śluby złożył we wrześniu 1909.
Po dwuletniej filozofii w Collegium Maximum w Lowanium uzyskał doktorat z prawa cywilnego na Katolickim Uniwersytecie w Louvain. Od 1921 do 1923 uczęszczał na Uniwersytet Gregoriański w Rzymie, gdzie uzyskał doktorat z prawa kościelnego.
W latach 1923–1929 nauczał prawa kanonicznego w Collegium Maximum w Lowanium i został jego rektorem 17 sierpnia 1929. 15 sierpnia 1935 został mianowany instruktorem probacji zakonnej, a w 1938 został prowincjałem Północno-Belgijskiej Prowincji Towarzystwa Jezusowego.
W 1939 ojciec Janssens złożył oficjalną wizytę na misjach jezuickich w kolonii belgijskiej – Kongu Belgijskim, późniejszym Zairze a dzisiejszej Demokratycznej Republice Konga. Z wyjątkiem tej wizytacji i dwóch lat studiów w Rzymie, całe życie zakonne spędził we własnej prowincji w Lowanium, Drongen, Antwerpii i Brukseli.
W 1945 ukrywał dużą grupę żydowskich dzieci w swojej prowincjalskiej rezydencji w Brukseli. Nagrodzony został za to medalem Sprawiedliwy wśród Narodów Świata.

## Generalat
Gdy w 1942 zmarł generał Włodzimierz Ledóchowski, trwała wojna w Europie, a o. Janssens starał się utrzymać w możliwie dobrym na te warunki stanie. Wikariusz generalny Norbert de Boynes nie mógł zwołać Kongregacji generalnej i z konieczności pełnił rządy przez trzy lata.
Po zakończeniu wojny de Boynes mógł zwołać 29. Kongregację, która odbyła się pomiędzy 6 września a 23 października 1946. Janssens był delegatem jako prowincjał. Kongregacja odbywała się w trudnych powojennych warunkach, toteż delegaci z krajów, które mniej ucierpiały podczas wojny zaopatrywali Europejczyków. 15 września 57-letni Flamand Jean-Baptiste Janssens został wybrany na generała.
Wydał sławną Instrukcję o apostolacie społecznym (1949), uznawaną za kamień milowy na drodze do podjęcia tzw. „kwestii społecznej” w Towarzystwie Jezusowym. Popierał szkolnictwo wśród ubogich.
W 1957, po jedenastu latach rządów, zwołał 30. Kongregację Generalną w celu powołania wikariusza generalnego. Pomiędzy 6 września a 11 listopada wybrano na tę funkcję Kanadyjczyka o. Johna Swaina.
Ojciec Janssens wykonał istotne kroki w stronę odtworzenia szkolnictwa jezuickiego. Wspierał międzynarodową współpracę na tym polu, powoływanie stowarzyszeń oraz przygotowywanie specjalistów.

## Ostatnie lata
W ostatnich latach musiał Janssens stawić czoła narastającym rozdźwiękom pomiędzy teologami wewnątrz i poza Towarzystwem. Starał się łagodzić napięcia, lecz był to problem całego Kościoła. Nie doczekał zakończenia soboru watykańskiego II.
Był ostatnim, który kierował rzeszą 36 tys. jezuitów. Po nim liczba jezuitów zaczęła spadać aż po dziś dzień.
Po 18 latach rządów o. Jean-Baptiste Janssens zmarł 5 października 1964 w wieku 75 lat. Został pochowany, jak jego poprzednicy na Campo Verano.